# Body Paint
«Body Paint» en español «Pintura corporal» es una canción de la banda británica Arctic Monkeys, que fue publicada como sencillo el 29 de septiembre de 2022 acompañada con su video musical. Forma parte de su álbum de estudio, The Car.

## Composición y letra
Musicalmente, la canción ha sido descrita como una "balada de piano lounge" y beatlesca, con "arreglos de cuerdas magníficos" que recuerdan el trabajo de Burt Bacharach y George Martin con dicho grupo. Se ha dicho que la banda está "en modo introspectivo de lagarto de salón sobre un piano brillante y una batería ralentizada". Robin Murray de Clash, pensó que había una "sensación del pico de Bowie de mediados de los 70 en el arreglo", y que la canción "Split in two by that guitar solo" encuentra a la banda "moviéndose en un camino sensual, pero completamente insular". La segunda mitad de la canción presenta "guitarras arenosas" que "empujan la canción en una dirección un poco más rockera".
Sobre el coro, "Directamente desde la sesión de fotos de la portada/Todavía hay un rastro de pintura corporal/En tus piernas, en tus brazos y en tu cara", el cantante principal Alex Turner dijo: "No es exactamente lo que te imaginas cantando a todo volumen". bit–Pero se trata tanto de las ideas musicales como de las letras".

## Video musical
El video musical de la canción fue dirigido por Brooke Linder con Ben Chappell como director creativo. El video fue filmado entre Londres y Missouri y presenta una sala de edición donde una pantalla muestra diferentes escenas, como un hombre mirando un helicóptero o una cabina de bronceado, intercaladas con imágenes de la banda tocando en un estudio de cine. Consequence señaló que el video "Usa motivos de dar vueltas en círculos y pantallas dentro de pantallas para desentrañar los temas de la letra".